# Oronckota
Oronckota ist eine Ortschaft im Departamento Potosí im Hochland des südamerikanischen Andenstaates Bolivien.

## Lage im Nahraum
Oronckota liegt in der Provinz José María Linares und ist der größte Ort im Cantón Turuchipa im Municipio Ckochas. Die Ortschaft liegt auf einer Höhe von 2010 m an der Mündung des Río Hayruro in den Río Pilcomayo.

## Geographie
Oronckota liegt im südlichen Teil der Gebirgskette der Cordillera Central im Übergangsbereich zum bolivianischen Tiefland. Die Region weist ein typisches Tageszeitenklima auf, bei dem die Temperaturschwankungen im Tagesverlauf stärker ausfallen als die durchschnittlichen Temperaturschwankungen im Jahresverlauf.
Die mittlere Durchschnittstemperatur von Icla liegt bei etwa 18 °C (siehe Klimadiagramm Icla), sie liegt bei milden 15 °C im Juni und Juli und erreicht etwa 20 °C von Oktober bis März. Der Jahresniederschlag beträgt knapp 600 mm, bei einer ausgeprägten Trockenzeit von Mai bis August mit Monatsniederschlägen unter 10 mm, und einer Feuchtezeit von Dezember bis Februar mit 100 bis 120 mm Monatsniederschlag.

## Verkehrsnetz
Oronckota liegt in einer Entfernung von 185 Straßenkilometern östlich von Potosí, der Hauptstadt des Departamentos.
Von Potosí aus führt die überregionale Nationalstraße Ruta 5 nach Nordosten über Betanzos nach Sucre und weiter in Richtung Santa Cruz im bolivianischen Tiefland. Östlich von Betanzos nach 17 Kilometern zweigt eine Landstraße in südöstlicher Richtung ab und erreicht nach acht Kilometern Ckochas, danach windet sie sich in Serpentinen hinab zu dem zwölf Kilometer entfernten Esquiri, überquert den Río Miculpaya und erreicht Melena Alta nach weiteren 20 Kilometern. Von dort sind es noch einmal 31 Kilometer über baumlose Höhenrücken nach Osten bis Tambillos, wobei die Straße Höhen von bis zu 4200 Meter überwindet. Sie führt dann vier Kilometer weiter nach Osten zum „Cruce a Oronckota“, folgt dann dem Höhenrücken auf knapp 4000 Meter Höhe nach Norden und biegt danach in östlicher Richtung ab, und erreicht Oronckota 32 Straßenkilometer vom „Cruce a Oronckota“ entfernt.

## Bevölkerung
Die Einwohnerzahl der Ortschaft ist in dem Jahrzehnt zwischen den letzten beiden Volkszählungen um etwa ein Sechstel angestiegen:
| Jahr | Einwohner         | Quelle       |
| ---- | ----------------- | ------------ |
| 1992 | keine Detaildaten | Volkszählung |
| 2001 | 570               | Volkszählung |
| 2012 | 656               | Volkszählung |
| 2024 |                   | Volkszählung |

Die Region weist einen deutlichen Anteil an Quechua-Bevölkerung auf, im Municipio Ckochas sprechen 81,9 Prozent der Bevölkerung die Quechua.